# Armanopimpla zherikhini
Armanopimpla zherikhini (лат.) — ископаемый вид перепончатокрылых наездников рода Armanopimpla из семейства Ichneumonidae. Обнаружен в меловых отложениях Дальнего Востока (Магаданская область, Обещающий, Ola Formation, возраст 70,6—84,9 млн лет).

## Описание
Среднего размера перепончатокрылые наездники. Длина тела 19 мм, длина переднего крыла 15 мм.
Вид Armanopimpla zherikhini был впервые описан по отпечаткам в 2010 году российским энтомологом Д. С. Копыловым (Палеонтологический институт РАН, Москва, Россия). Включён в состав отдельного монотипического рода Armanopimpla из вымершего подсемейства Labenopimplinae (Ichneumonidae). Видовое название дано в честь российского палеонтолога В. В. Жерихина (Палеонтологический институт РАН, Россия).